# Paolo Paternoster
Paolo Paternoster (Verona, 23 maggio 1969) è un politico italiano.

## Biografia
Dal 2001 al 2002 è stato consigliere comunale di Verona nelle liste della Lega Nord.
Alle elezioni politiche del 2018 è eletto deputato della Lega nel collegio uninominale Veneto 2-08 (San Bonifacio). È membro e segretario dal 2018 della VI Commissione finanze.